# Alien Breed Evolution
Alien Breed Evolution est un jeu vidéo d'action développé et édité par Team17, sorti en 2009 sur Windows puis sur PlayStation 3 et Xbox 360 sous le titre Alien Breed: Impact.

## Accueil
- PC Gamer : 69 %[1]